# Grup de la djerfisherita
El grup de la djerfisherita és un grup de minerals de la classe dels sulfurs format per cinc espècies: djerfisherita, gmalimita, owensita, talfenisita i zoharita. La gmalimita, aprovada l'any 2019, és la darrera espècie descoberta pertanyent al grup. Totes aquestes espècies cristal·litzen en el sistema isomètric. Els membres d'aquest grup es troben estructuralment relacionats amb la bartonita i la pentlandita.
| Espècie       | Fórmula                 |
| ------------- | ----------------------- |
| Djerfisherita | K₆(Fe,Cu,Ni)₂₅S₂₆Cl     |
| Gmalimita     | K₆◻Fe²⁺₂₄S₂₇            |
| Owensita      | (Ba,Pb)₆(Cu,Fe,Ni)₂₅S₂₇ |
| Talfenisita   | Tl₆(Fe,Ni,Cu)₂₅S₂₆Cl    |
| Zoharita      | (Ba,K)₆(Fe,Cu,Ni)₂₅S₂₇  |

Segons la classificació de Nickel-Strunz els minerals d'aquest grup pertanyen a «02.FC: Sulfurs d'arsènic, àlcalis, sulfurs amb halurs, òxids, hidròxid, H₂O, amb Cl, Br, I (halogenurs-sulfurs)» juntament amb els següents minerals: demicheleïta-(I), clorbartonita, arzakita, corderoïta, grechishchevita, lavrentievita, radtkeïta, kenhsuïta, capgaronnita, perroudita, iltisita, hanauerita, demicheleïta-(Br) i demicheleïta-(Cl).